# Jean-Baptiste-François de Montullé
Jean-Baptiste-François de Montullé ou Monthulé est un magistrat français du XVIIIe siècle né le 3 février 1721 à Paris où il est mort le 26 août 1787.

## Biographie
Fils de Jean-Baptiste de Montullé, seigneur d'Hangsé et de Salles, conseiller au Parlement de Paris et de Françoise Glucq († 1730), Jean-Baptiste-François de Montullé est reçu conseiller au Parlement de Paris le 10 février 1741 en la cinquième Chambre des enquestes (plus tard en la troisième). Il devient conseiller d'État après la démission de son oncle, Claude Glucq et achète en 1754 la charge de secrétaire des commandements de la reine Marie Leszczyńska; au décès de celle-ci, cette charge devient celle de la Dauphine. Grand bailli de Melun et de Moret, il porte alors l'épée.
Il épousa en mars 1750, Élisabeth Haudry, fille du fermier général André Haudry et femme de beaucoup d'esprit. Ils firent eux-mêmes l'éducation de leurs cinq enfants selon les préceptes de l'époque et prénommeront une de leurs filles Émilie.
Grand bibliophile comme son père, amateur d'art et de sciences, il collectionne les tableaux, les dessins des maîtres anciens et des artistes modernes ainsi que les curiosités à la mode. Son épouse, baronne de Saint-Port et dame de Sainte-Assise, collabore à la tenue du cabinet de son mari. C'est elle qui commande en 1766 un tableau de format ovale à Vernet, Les pêcheurs à la ligne, qu'elle fait traduire en gravure par Marie-Rosalie Bertaud.
Jean-Baptiste-François de Montullé rédige pour l'instruction de ses enfants un extrait des Mémoires de l'Académie des sciences ainsi qu'un abrégé de l’Histoire naturelle de Buffon. Il est élu le 16 octobre 1764 membre associé libre de l'Académie royale de peinture et de sculpture.
Son grand-père, Jean Glucq  (†1718), fondateur d'une manufacture de teinture et de draps fins aux Gobelins avait choisi le neveu de son épouse, Jean Jullienne - maître teinturier - pour lui succéder à la tête de l'établissement mais les trois enfants Montullé en demeuraient les commanditaires.
En 1748, avec ses sœurs, il hérite de son autre oncle, Jean-Baptiste Glucq, du château de Sainte-Assise, à Seine-Port et, en 1766, de Jean de Jullienne, de la prospère manufacture familiale. Ce dernier l'ayant institué dès le 24 mai 1764 son légataire universel et exécuteur testamentaire, il fait publier d'avance en février 1767 le catalogue raisonné de tous les objets d'art de sa succession.
Il vend le château de Sainte-Assise en 1773 et achète, en août de la même année, le château de la Briche à Épinay-sur-Seine. Mais de sérieux embarras financiers le contraignent à s'en séparer dès 1781 et ses collections d'art - dont cinq tableaux de Watteau - sont vendues à la fin l'année 1783 sous les initiales « M.T. » en l'hôtel Bullion afin de tenter de dédommager son beau-frère, Jean-Baptiste d'Albertas (1716-1790), qui avait exigé la part d'héritage devant revenir à son épouse. Ayant loué en 1784 son grand hôtel de la rue du Cherche-Midi, il tente de sauver de la vente sa manufacture en allant habiter sur place avec trois de ses enfants.
Mais en 1786, il vit seul au Palais-Royal au 50 de la galerie Montpensier et y meurt ruiné l'année suivante; les derniers biens subsistant de ses anciennes collections sont dispersés lors d'une vente ultime, le 19 novembre 1787.
Il est inhumé dans le caveau de ses ancêtres en l'église Saint Séverin.
Un dessin de Carmontelle le représente assis, en rouge, devisant avec son jeune neveu, Jean-Baptiste-Suzanne d'Albertas qu'il recevait souvent à Sainte-Assise